# Qin Shi Huangdis inspektionsresor

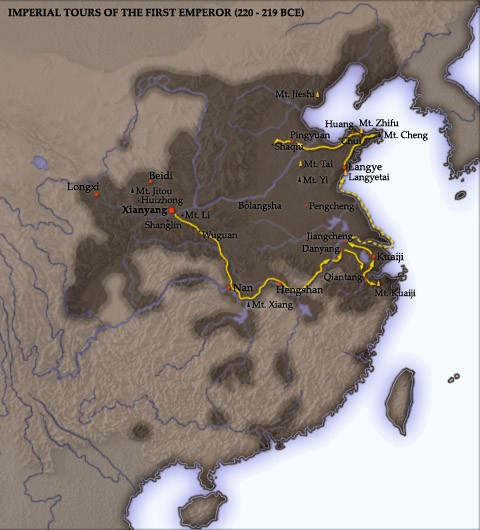
Färdvägen för Qin Shi Huangdis andra inspektionsresa 219 f.Kr..

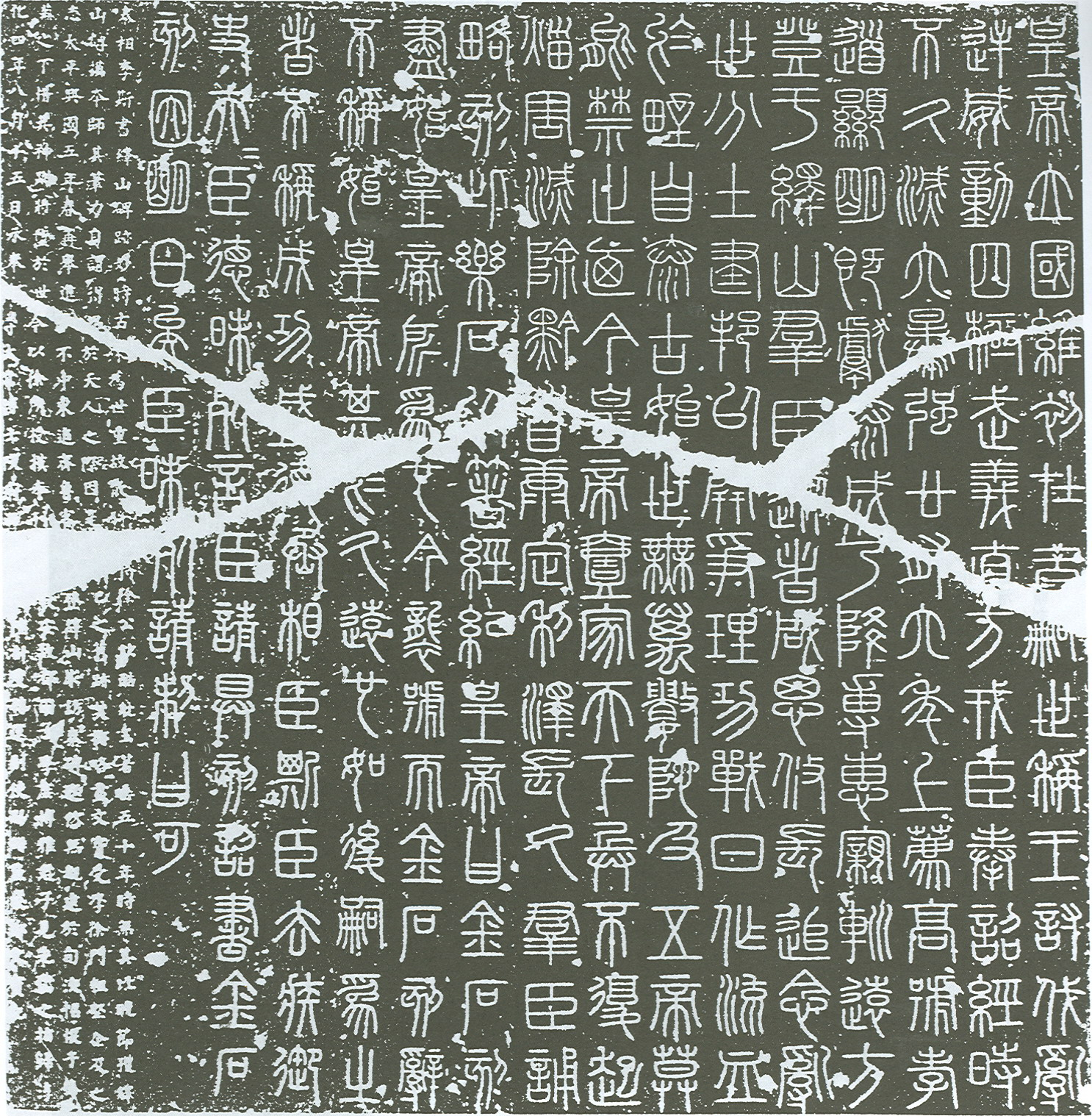
En kopia från 993 av den stele som Qin Shi Huangdi reste år 219 f.Kr. på Yiberget.

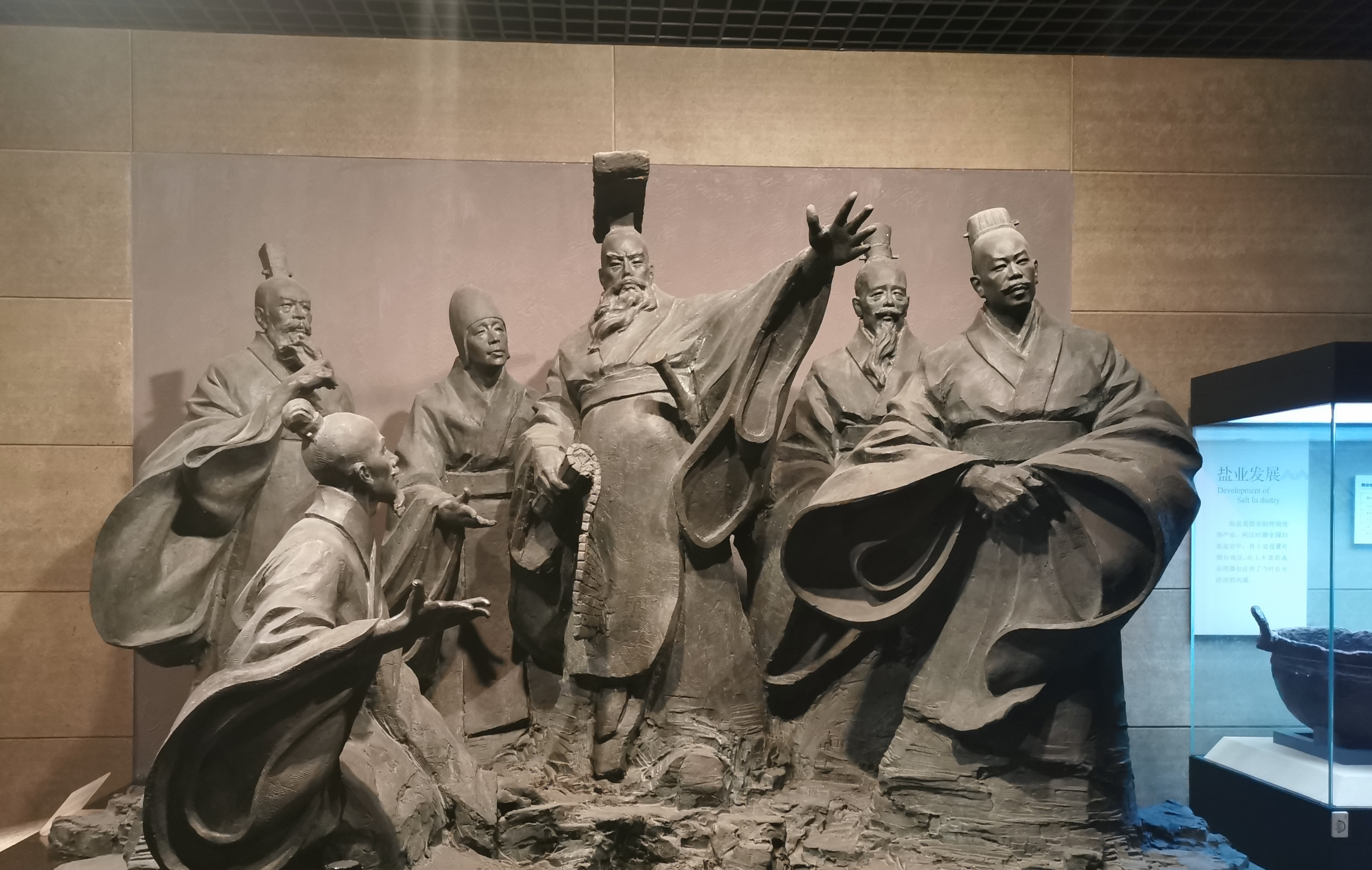
Sculpture of Qin Shi Huang during his imperial tour.

Qin Shi Huangdis inspektionsresor avser de resor som Kinas första kejsare Qin Shi Huangdi genomförde mellan åren 220 f.Kr. och 210 f.Kr. Totalt gjorde Qin Shi Huangdi fem inspektionsresor, och han avled på den sista. Under resorna besteg kejsaren heliga berg, utförde offer och reste totalt sju stelar med texter om den nya regimen och sina egna bedrifter. Ingen av stenarna har hittats, men de texter som ska finnas inristade på dem finns bevarade genom att dessa också skrevs ned av Sima Qian i Shiji.

## Resorna

### Första resan
Qin Shi Huangdi genomförde sin första inspektionsresa år 220 f.Kr. västerut i östra Gansu där han besökte Longxi (vid Liupanberget), Beidi (vid Jingfloden) och Jitouberget (鸡头山). Hela resan skedde inom Qins tidigare territorium.

### Andra resan
År 219 f.Kr. reste kejsaren österut genom de tidigare erövrade staterna till Bohaihavet. På vägen reste han tre stelar, en vid Yiberget, en vid berget Taishan och en vid Langyaberget i Shandong. Han utförde även offer vid bergen. På vägen tillbaka reste han söderut, och vid Sifloden letade han (resultatlöst) efter de nio tripodkittlarna från Zhoudynastins kungar. Han fortsatte mot sydväst och korsade Huifloden och seglade tillbaka österut på Yangtzefloden, och sedan vidare hem till huvudstaden Xianyang (nära dagens Xi'an).
| ”                                                                            | När kejsaren besteg tronen utfärdade han edikt och förtydligade lagarna. Undersåtarna anpassade sig efter dessa. Under sitt tjugosjätte regeringsår enade han allt under himlen. Det fanns ingen som inte besökte honom för att visa sin underkastelse. [...] | „ |
| – Inledningen på inskriptionen på stelen vid Taishan som uppfördes 219 f.Kr. | |   |

### Tredje resan
Den tredje inspektionsresan gick österut på våren 218 f.Kr. Vid Bolangsha (博狼沙) i Henan blev Qin Shi Huangdi utsatt för ett misslyckat mordförsök av en tidigare Han-trogen. Kejsaren fortsatte österut och besökte Zhifuberget i Shandong  (som han även besökte året innan) där han nu reste två stelar. Han återbesökte även Langyaberget varefter han återvände förbi Shangdang (上党) (i Shanxi) till huvudstaden.

### Fjärde resan

Ruinerna efter Jiangnüshi (姜女石) vid Shanhaipasset där Qin Shi Huangdi reste en stele 215 f.Kr..

Fjärde inspektionsresan gjordes år 215 f.Kr. till nordöstra delen av landet. Vid det befästa palatset Jiangnüshi (姜女石) (vid Bohaikusten strax norr om Shanhaipasset) reste kejsaren en stele vid stadsporten. Han gjorde en rundtur i de nordöstra gränsområdena och besökte även Ji (dagens Peking) innan han återvände till huvudstaden.

### Femte resan
Mot slutet av år 211 f.Kr. begav sig Qin Shi Huangdi ut på sin femte och sista inspektionsresa. Med på resan var (bland många andra) försteminister Li Si, eunucken Zhao Gao och kejsarens yngre son Ying Huhai. Qin Shi Huangdi inledde resan med att uträtta ett offer till den mytologiske kejsar Shun (som var en av tre härskare och fem kejsare) vid Yunmeng (云梦) nära Anlu i Hubei). De reste vidare österut på Yangtzefloden till berget Kuaijiberget (会稽山) (vid Shaoxing i Zhejiang) där den forne kung Yu ligger begravd. Kejsaren besteg berget och reste en stele.
De fortsatte norrut till Langyaberget. Där träffade de magikern Xu Shi som sedan många år resultatlöst letat till havs efter odödlighetselixir till kejsaren, och han skyllde sina misslyckanden på stora hajar. Kejsarens följe gav sig då norrut med båt runt Shandonghalvön. Vid Zhifuberget lyckades de döda en stor fisk varefter de fortsatte västerut. Kejsaren blev sjuk under hemresan och avled 210 f.Kr. i Hebei. Kejsarens död hemlighölls, och en konspiration mellan Zhao Gao, Li Si och Ying Huhai förändrade tronföljden, vilket gjorde Ying Huhai till kejsar Qin Er Shi när de återkom till huvudstaden.